# Todo el año
Todo el año es el título del tercer álbum de estudio y segundo oficial grabado por el cantautor puertorriqueño-estadounidense Obie Bermúdez, Fue lanzado al mercado por la empresa discográfica EMI Latin el 2 de noviembre de 2004. El álbum fue producido por Sebastián Krys, coproducido por Joel Someillan. Él álbum ganó el Premio Grammy Latino al Mejor Álbum de Pop Vocal Masculino y estuvo nominado para el Álbum del Año en la 6.ª edición anual de los Premios Grammy Latinos celebrados el jueves 3 de noviembre de 2005.

## Lista de canciones
| Todo el año |                    |                                   |          |  |
| N.º         | Título             | Escritor(es)                      | Duración |  |
| 1.          | «Celos»            | Obie Bermúdez · Mikey Perfecto    | 3:41     |  |
| 2.          | «Cómo decirle»     | Bermúdez · Jerry Ramos            | 3:41     |  |
| 3.          | «Todo el año»      | Bermúdez · Elsen Torres           | 4:00     |  |
| 4.          | «Maldita boca»     | Bermúdez                          | 3:34     |  |
| 5.          | «No se nada de ti» | Bermúdez                          | 3:44     |  |
| 6.          | «Chapulín»         | Bermúdez · Roberto Gómez Bolaños  | 4:11     |  |
| 7.          | «Cómo pudiste»     | Bermúdez · Juan Carlos Pérez-Soto | 3:54     |  |
| 8.          | «Sabes bien»       | Bermúdez                          | 3:58     |  |
| 9.          | «El recuerdo»      | Bermúdez · Gian Marco Zignago     | 3:53     |  |
| 10.         | «Ya te olvidé»     | Bermúdez                          | 4:28     |  |
| 11.         | «Dos locos»        | Bermúdez                          | 3:40     |  |

## Poscionamiento en las listas
| Lista (2004/2005)               | Máxima posición |
| ------------------------------- | --------------- |
| U.S. Billboard Top Latin Albums | 38              |
| U.S. Billboard Latin Pop Albums | 7               |